# Dicranomyia collita
Dicranomyia collita là một loài ruồi trong họ Limoniidae. Chúng phân bố ở miền Australasia.